# Xanthocalanus minor
Xanthocalanus minor är en kräftdjursart som beskrevs av Giesbrecht 1892. Xanthocalanus minor ingår i släktet Xanthocalanus och familjen Phaennidae. Arten är reproducerande i Sverige. Inga underarter finns listade i Catalogue of Life.